# みどり口駅
みどり口駅（みどりぐちえき）は、広島県広島市安芸区瀬野一丁目にあった、スカイレールサービス広島短距離交通瀬野線の駅（廃駅）。
同線の起点で、西日本旅客鉄道（JR西日本）山陽本線の瀬野駅と跨線橋で直結しており、乗換駅となっていた。

## 歴史
- 1998年（平成10年）8月28日：開業。
- 2013年（平成25年）1月14日：改札システム更新に伴い、自動改札機を更新。
- 2024年（令和6年）5月1日：広島短距離交通瀬野線の廃線に伴い廃止[1][2]。

## 駅構造
相対式ホーム2面2線の高架駅。フルスクリーン型ホームドア設置駅。
車両の乗降扉が進行方向に向かって左側しかないため乗車・降車が別ホームとなっており、西側ホームが乗車専用、東側ホームが降車専用となっていた。車両は乗客を降ろした後、ゴンドラリフトと同様に循環を行い乗車ホームに移動して乗客を乗せていた。
駅構内にトイレはなく、JR瀬野駅とつながっている跨線橋に公衆トイレがあった。
駅舎にはスカイレールサービスの本社も入居しており、駅廃止後はスカイレールの代替となる路線バス「みどり坂タウンバス」の定期券販売窓口を構内で営業している。

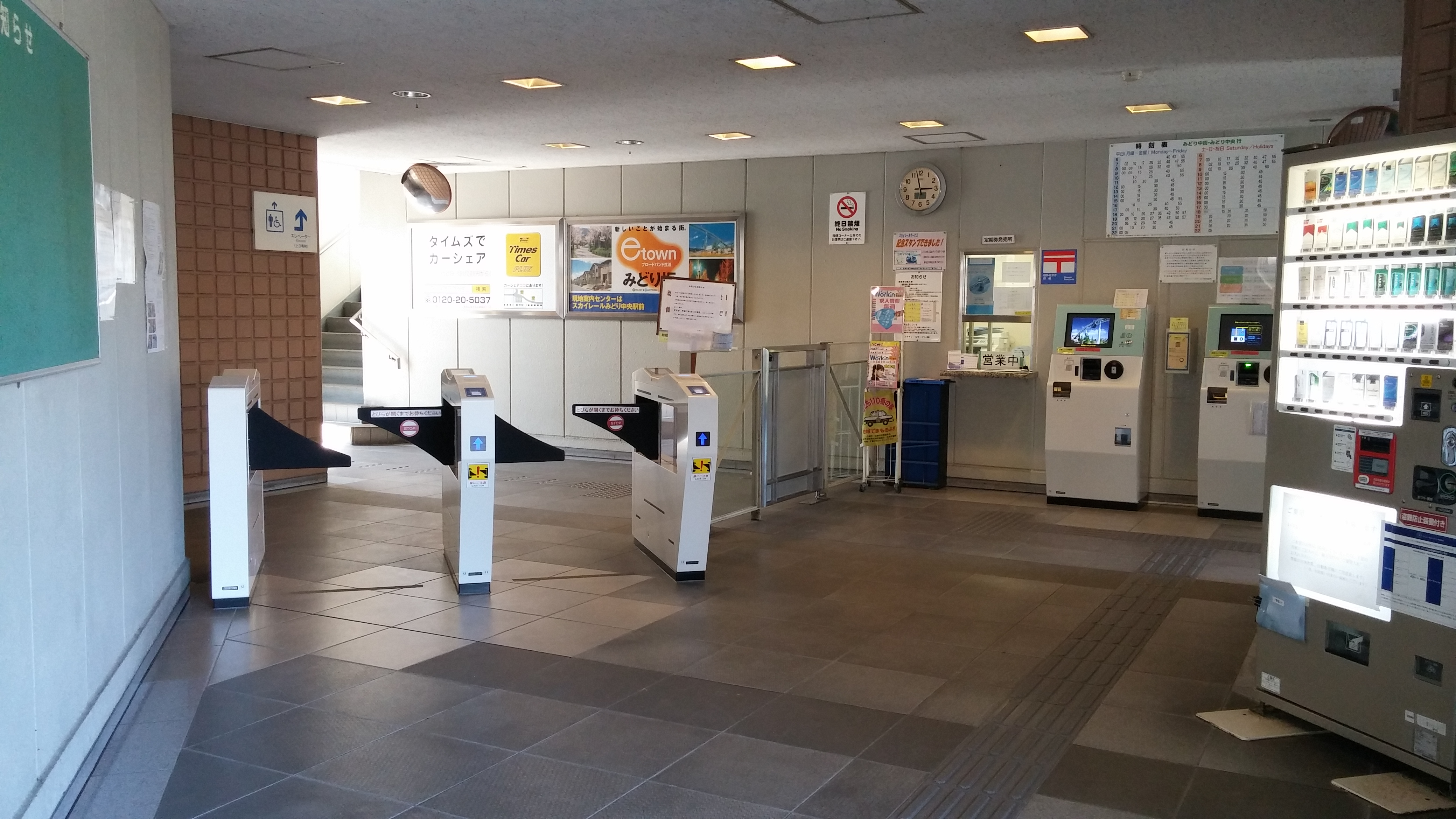
改札口（2015年8月）
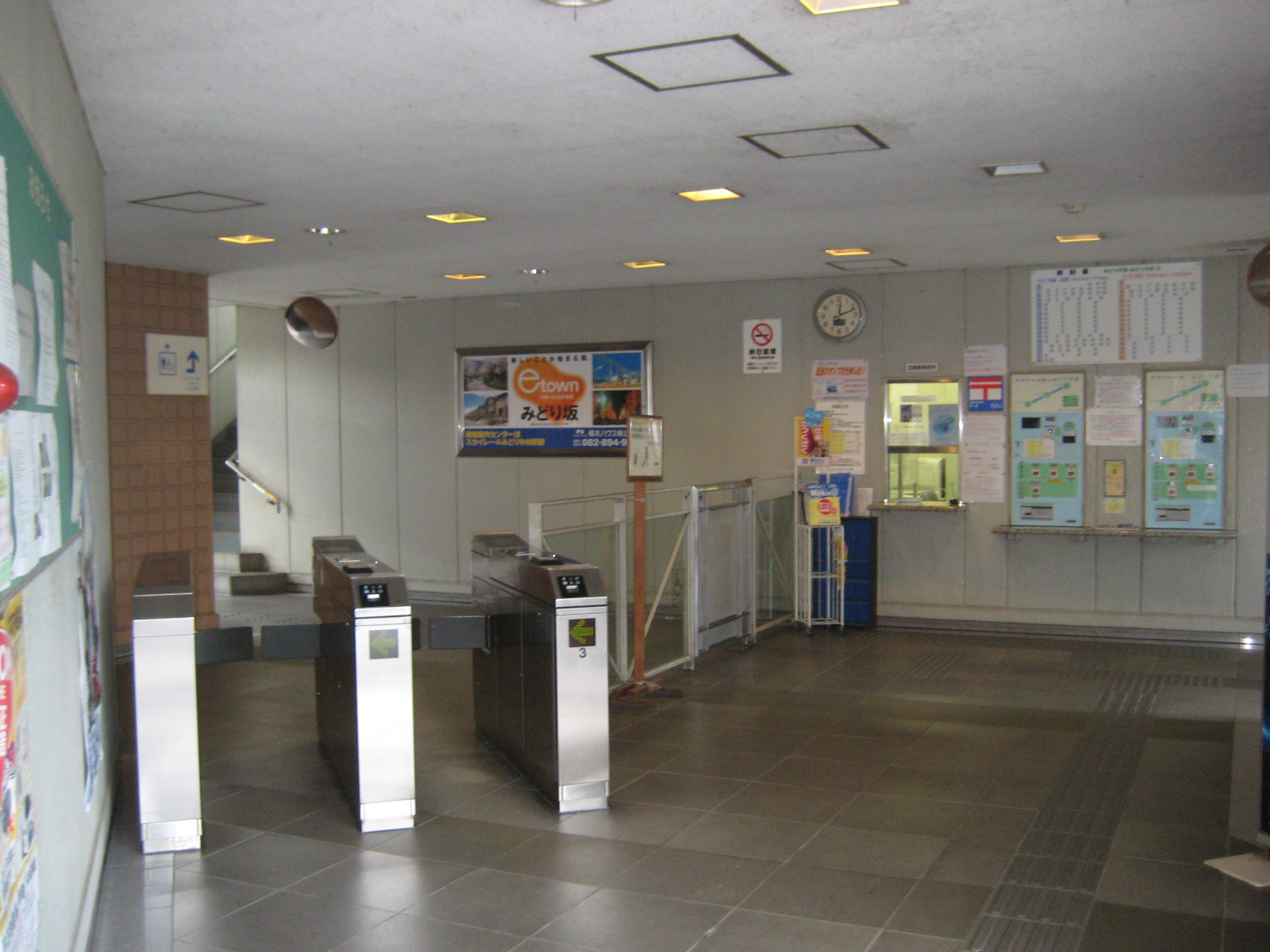
改札口（2012年8月）
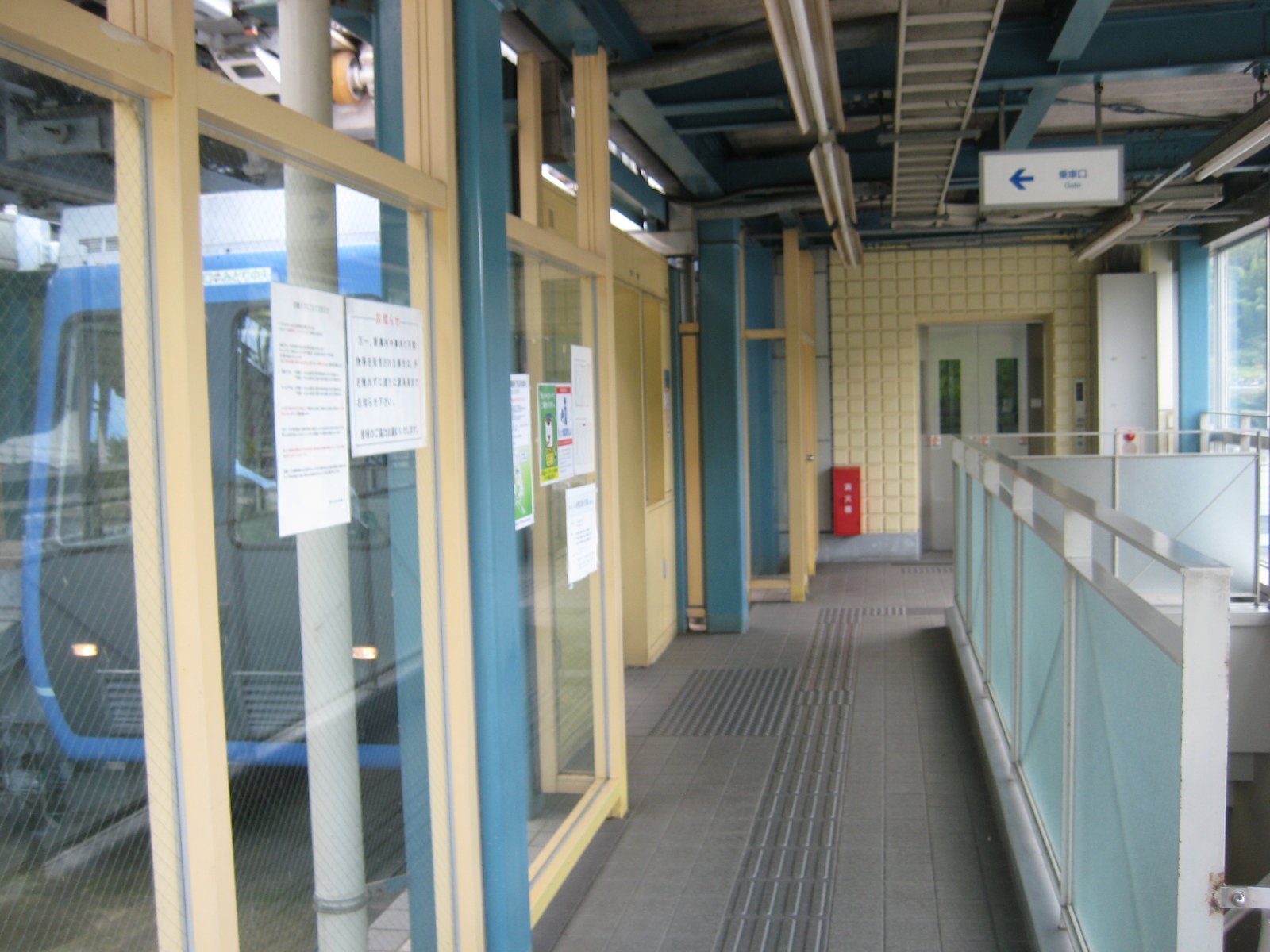
乗車ホーム（2012年8月）

## 利用状況
「国土数値情報 駅別乗降客数データ」によると、1日平均乗降人員は以下の通りであった。
| 年度                | 1日平均 乗降人員 |
| ------------------- | ---------------- |
| 2011年（平成23年）  | 1,165            |
| 2012年（平成24年）  | 1,067            |
| 2013年（平成25年）  | 1,114            |
| 2014年（平成26年）  | 1,175            |
| 2015年（平成27年）  | 1,340            |
| 2016年（平成28年）  | 1,454            |
| 2017年（平成29年）  | 1,328            |
| 2018年（平成30年）  | 842              |
| 2019年（令和 元年） | 1,105            |
| 2020年（令和02年）  | 856              |
| 2021年（令和03年）  | 914              |
| 2022年（令和04年）  | 1,080            |

## 隣の駅
スカイレールサービス
広島短距離交通瀬野線
みどり口駅 - みどり中街駅